# Richfield (Nebraska)
Richfield es un lugar designado por el censo ubicado en el condado de Sarpy en el estado estadounidense de Nebraska. En el Censo de 2010 tenía una población de 43 habitantes y una densidad poblacional de 10,99 personas por km².

## Geografía
Richfield se encuentra ubicado en las coordenadas 41°6′39″N 96°4′35″O / 41.11083, -96.07639. Según la Oficina del Censo de los Estados Unidos, Richfield tiene una superficie total de 3.91 km², de la cual 3.91 km² corresponden a tierra firme y (0%) 0 km² es agua.

## Demografía
Según el censo de 2010, había 43 personas residiendo en Richfield. La densidad de población era de 10,99 hab./km². De los 43 habitantes, Richfield estaba compuesto por el 95.35% blancos, el 0% eran afroamericanos, el 0% eran amerindios, el 0% eran asiáticos, el 0% eran isleños del Pacífico, el 0% eran de otras razas y el 4.65% pertenecían a dos o más razas. Del total de la población el 0% eran hispanos o latinos de cualquier raza.